# آندریاس ماکروس
آندریاس ماکروس (انگلیسی: Andreas Makris; ۷ مارس ۱۹۳۰ – ۳ فوریهٔ ۲۰۰۵) آهنگساز اهل ایالات متحده آمریکا بود.

## افتخارات
وی همچنین برندهٔ جوایزی همچون برنامه فولبرایت شده‌است.